# Perlrand-Zwergspanner
Der Perlrand-Zwergspanner (Idaea moniliata), auch Gelblicher Trockenrasen-Kleinspanner genannt ist ein Schmetterling (Nachtfalter) aus der Familie der Spanner (Geometridae).

## Merkmale
Die Falter haben eine Flügelspannweite von 16 bis 20 mm, in Südeuropa sind die Exemplare im Durchschnitt meist etwas kleiner. Die Grundfarbe variiert von graubraun, hellbraun bis braun, von der sich die dunkelbraune Zeichnung sehr deutlich abhebt. Die Zeichnung besteht aus innerer Querlinie, Mittelbinde, äußerer Querlinie und Saumlinie; alle Querlinien sind verhältnismäßig schmal und leicht gewellt bis an manchen Stellen auch schwach gezähnelt. Vorder- und Hinterflügel sind zudem in unterschiedlichem Maße braun überstäubt. Dadurch wirken manche Exemplare fast dunkelbraun. Die Saumlinie kann bei manchen Exemplare auch etwas vom eigentlichen Saumrand etwas abrücken und zwischen sich und Saumrand eine Punktreihe einschließen. Bei manchen Exemplaren ist auch der eigentliche Saumrand wieder dunkel gezeichnet, so dass bei solchen Exemplaren eine Doppellinie mit einer eingeschlossenen Punktreihe ausgebildet ist. Die Fransen sind mit dunklen Punkten besetzt, abwechselnd hell/dunkel gefärbt oder auch insgesamt etwas dunkler als die Grundfarbe. Diskalflecke sind vorhanden, jedoch wenig deutlich ausgebildet. Sie können in der dunklen Überstäubung fast verschwinden. Im Saumfeld befinden sich sechs bis sieben, meist dunkel umrandete, z. T. rundliche, z. T. auch unregelmäßige Flecke in der Grundfarbe (oder sogar noch etwas heller als diese). Sie können in Richtung Außenrand etwas ausgelängt oder auch zugespitzt sein.
Das gelbe Ei ist etwas abgeflacht.
Die Raupe ist relativ schlank, der Durchmesser verringert sich etwas zum Vorderende hin. Die Segmente sind kräftig eingeschnürt, und die Oberfläche mit feinen, dunkleren Warzen besetzt. Sie ist hellbraun, dunkelbraun bis fast schwarz gefärbt. Die vier mittleren Segmente weisen je einen Rautenfleck auf, der dunkel oder auch hell begrenzt sein kann. Die Bauchseite ist meist hell gezeichnet. Der relativ kleine Kopf ist am Scheitel tief eingesenkt.
Die längliche Puppe ist hellgelb gefärbt, die Oberfläche glänzt. Zum Hinterende hin ändert sich die Grundfarbe zu leicht rötlich, zum Vorderende hin zu leicht grünlich.

## Geographische Verbreitung und Habitat
Der Perlrand-Zwergspanner kommt hauptsächlich in Südeuropa vor, mit einigen wenigen Vorkommen in Mitteleuropa. Das Verbreitungsgebiet erstreckt sich von Zentralspanien über Katalonien, die Pyrenäen in die südliche Hälfte Frankreichs. Von dort weiter über Italien (ausgenommen die Poebene und Sizilien), die Alpen, Österreich, Ungarn, große Teile der Balkanhalbinsel bis nach Kleinasien, den Nahen Osten, das Kaukasusgebiet und den Nordiran. Nördlich des Schwarzen Meeres erstreckt es sich von Rumänien über die zentralen Teile der Ukraine, einem isolierten Vorkommen auf der Krim, dem südlichsten Zipfel von Belarus, durch Zentralrussland bis an den Ural. Von dort weiter nach Kasachstan, Turkmenistan bis in die Zentralasiatischen Gebirge. Die Art fehlt in den südlichsten Teilen Europas (z. B. Südspanien, Sizilien, Kreta), in Mitteleuropa gibt es einige wenige meist isolierte Vorkommen nördlich der Alpen, so in Südwestdeutschland und einigen östlichen Bundesländern (Sachsen-Anhalt, Thüringen und Brandenburg) sowie Tschechien, Südpolen und in der Slowakei.
Der  Perlrand-Zwergspanner ist xerothermophil, d. h., er bevorzugt trockene und sehr warme Habitate, wie z. B. die Übergänge von Trockenrasen zu Heckenreihen, Trockensteppen, Heideland, warme Felshänge und andere sonnenexponierte Stellen. Im Norden des Verbreitungsgebietes kommt die Art von 0 bis etwa 600 m über Meeresniveau vor; in den Alpen steigt sie bis auf 1500 m. In Südeuropa und Asien ist sie sogar in Höhen von 2200 m nachgewiesen worden.

## Phänologie und Lebensweise
Die Falter fliegen regional etwas unterschiedlich von Mitte Juni bis Ende August. Im Süden erscheinen die Falter auch schon einen Monat früher. Dort kann unter günstigen Bedingungen auch eine unvollständige zweite Generation gebildet werden. Die Falter sind nachtaktiv. Tagsüber verbergen sie sich in der Vegetation, lassen sich aber aufscheuchen. Nachts kommen sie an künstliche Lichtquellen, und sie kommen auch an den Köder.
Über die Raupen ist relativ wenig bekannt. An Nahrungspflanzen werden genannt: Vergissmeinnicht (Myosotis), Wicken (Vicia), Veilchen (Viola), Gewöhnlicher Löwenzahn (Taraxacum officinale), Löwenzahn (Leontodon) und Boretsch (Borago). Allerdings beziehen sich diese Angaben z. T. auf Zuchtbedingungen. Unter Zuchtbedingungen fraßen die Raupen vor allem junge Blätter und die Kronblätter der Blüten. Die Raupen überwintern.

## Systematik
Die Art wurde 1775 von Michael Denis und Ignaz Schiffermüller unter dem Namen Geometra moniliata erstmals beschrieben. Später erfolgte noch Beschreibungen als Phalaena omicata Fabricius, 1794 und Phalaena (Geometra) pluripunctata Scharfenberg, 1805, die daher jüngere Synonyme sind, sowie wahrscheinlich auch noch unter Phalaena Geometra pentalineata Villers, 1789. Die Identität des letzteren Namens ist noch nicht eindeutig geklärt.

## Gefährdung
Die Art ist in Deutschland als „stark gefährdet“ (Kategorie 2) eingestuft. In Bayern und Sachsen, wo die Art früher vorkam, ist sie mittlerweile ausgestorben. In Brandenburg ist sie vom Aussterben bedroht.